# ジャック・クレイトン
ジャック・クレイトン（Jack Clayton, 1921年3月1日 - 1995年2月25日）は、イギリスの映画監督。

## 略歴
1921年、イングランド南東部のブライトンに生まれる。1935年、アレクサンダー・コルダが創建した映画スタジオロンドン・フィルムに入り、助監督や編集をつとめる。1940年からイギリス空軍の映画班に従軍して編集や監督をつとめ、第二次世界大戦終結後に退役。
1949年の映画『スペードの女王』や1952年の映画『赤い風車』などの製作補をつとめたのち、1956年に短編映画『外套』で監督デビューする。初めて長編映画の監督をつとめた1959年の映画『年上の女』は高く評価され、英国アカデミー作品賞（総合作品賞と英国作品賞の2部門）を受賞、アメリカ合衆国のアカデミー作品賞にノミネートされたほか、出演したシモーヌ・シニョレが英国アカデミー賞主演女優賞（最優秀外国女優賞）、アカデミー主演女優賞、カンヌ国際映画祭女優賞を受賞した。

## フィルモグラフィ
- 『スペードの女王』 - The Queen of Spades （1949年、製作補）
- 『赤い風車』 - Moulin Rouge （1952年、製作補）
- 『外套』 - The Bespoke Overcoat （1956年、監督）
- 『年上の女』 - Room at the Top （1959年、監督、英国アカデミー作品賞受賞）
- 『回転』 - The Innocents （1961年、監督）
- 『女が愛情に渇くとき』 - The Pumpkin Eater （1964年、監督）
- 『華麗なるギャツビー』 - The Great Gatsby （1974年、監督）
- 『何かが道をやってくる』 - Something Wicked This Way Comes （1983年、監督）